# كأس الاتحاد الأوروبي 2001–02
كأس الاتحاد الأوروبي 2001–02 (بالإنجليزية: 2001–02 UEFA Cup) هو الموسم الحادي والثلاثون من بطولة كأس الاتحاد الأوروبي.
حقق فاينورد الهولندي لقب البطولة للمرة الثانية في تاريخه بعد فوزه في النهائي على بوروسيا دورتموند الألماني بنتيجة 3-2.